# Governo do Distrito Federal
O Governo do Distrito Federal possui sua sede em Brasília e abrange a estrutura administrativa estadual, de acordo com o estabelecido pela Constituição Federal. De forma análoga ao Governo Federal, é composto por três poderes: o Executivo, o Legislativo e o Judiciário. O governador comanda o executivo estadual, o legislativo consiste da Câmara Legislativa e o judiciário tem como seu órgão máximo o Tribunal de Justiça.
A política e a administração do Distrito Federal distinguem-se das demais unidades da federação em alguns pontos particulares, conforme definido na Constituição do Brasil de 1988
- O Distrito Federal rege-se por lei orgânica, típica de municípios, e não por uma constituição distrital. Acumula as competências legislativas reservadas aos estados e municípios, não vedadas pela Constituição.
- O caráter híbrido do Distrito Federal é observável por sua Câmara Legislativa, mistura de Câmara Municipal (Poder Legislativo Municipal) e Assembleia Legislativa (Poder Legislativo Estadual).
- O Poder Legislativo do Distrito Federal é exercido pela câmara legislativa, com 24 deputados distritais eleitos; sendo que o chefe do Poder Executivo é o governador.
- Em virtude do caráter diferenciado dado pela Constituição ao Distrito Federal, o Governador do Distrito Federal atua como um misto de governador estadual e prefeito municipal, acumulando as competências executivas de estado e de município.
- De fato historicamente o título do cargo era "Prefeito do Distrito Federal", no período histórico que o Distrito Federal era sediado na cidade do Rio de Janeiro (1889-1960), e posteriormente em quase toda a primeira década de Brasília como capital federal (1960-1969).

O Distrito Federal é pessoa jurídica de direito público interno, ente da estrutura político-administrativa do Brasil de natureza sui generis, pois não é nem um estado nem um município, mas sim um ente especial que acumula as competências legislativas reservadas aos estados e aos municípios, conforme dispõe o art. 32, § 1º da CF, o que lhe dá uma natureza híbrida de estado e município.
O artigo 32 da Constituição Federal de 1988 proíbe expressamente que o Distrito Federal seja dividido em municípios, sendo considerado uno. O poder executivo do Distrito Federal foi representado pelo prefeito do Distrito Federal até 1969, quando o cargo foi transformado em governador do Distrito Federal.
O poder legislativo do Distrito Federal é representado pela Câmara Legislativa do Distrito Federal, cuja nomenclatura representa uma mescla de assembleia legislativa (poder legislativo das demais unidades da federação) e de câmara municipal (legislativo dos municípios). A Câmara Legislativa é formada por 24 deputados distritais.
O poder judiciário que atende ao Distrito Federal também atende a territórios federais. O Brasil não possui territórios atualmente, portanto, o Tribunal de Justiça do Distrito Federal e dos Territórios só atende ao Distrito Federal.

## Administração Direta
| Cargo                                                                      | Titular                                  | Partido      | Ref           |
| -------------------------------------------------------------------------- | ---------------------------------------- | ------------ | ------------- |
| Secretaria de Estado da Agricultura, Abastecimento e Desenvolvimento Rural | Fernando Antonio Rodriguez               | Sem Partido  | [ 1 ]         |
| Secretaria de Estado de Atendimento à Comunidade                           | Claryssa Nayara Alves Roriz              | Sem Partido  | [ 2 ] [ 3 ]   |
| Secretaria de Estado da Casa Civil                                         | Gustavo do Vale Rocha                    | Sem Partido  | [ 4 ]         |
| Secretaria de Estado da Casa Militar                                       | Coronel Emerson Eduardo Alves de Andrade | Sem Partido  | [ 5 ]         |
| Secretaria de Estado de Comunicação                                        | Weligton Moraes                          | Sem Partido  | [ 6 ] [ 7 ]   |
| Secretaria de Estado de Cultura e Economia Criativa                        | Claudio Abrantes                         | PSD          | [ 8 ]         |
| Secretaria de Estado de Ciência, Tecnologia e Inovação                     | Leonardo Reisman                         | Sem Partido  | [ 9 ]         |
| Secretaria de Estado de Desenvolvimento Social                             | Ana Paula Soares Marra                   | Sem Partido  | [ 2 ]         |
| Secretaria de Estado de Educação                                           | Hélvia Paranaguá                         | Sem Partido  | [ 10 ] [ 11 ] |
| Secretaria de Estado de Esporte e Lazer                                    | Júlio César Ribeiro                      | Republicanos | [ 12 ]        |
| Secretaria de Estado de Economia                                           | Ney Ferraz Júnior                        | Sem Partido  | [ 13 ]        |
| Secretaria de Estado de Desenvolvimento Urbano e Habitação                 | Marcelo Vaz                              | Sem Partido  | [ 14 ]        |
| Secretaria de Estado de Justiça e Cidadania                                | Marcela Passamani                        | MDB          | [ 15 ] [ 16 ] |
| Secretaria de Estado de Meio Ambiente e Proteção Animal                    | Gutemberg Gomes                          | Sem Partido  | [ 17 ]        |
| Secretaria de Estado da Mulher                                             | Giselle Ferreira de Oliveira             | Sem Partido  | [ 18 ]        |
| Secretaria de Estado de Obras e Infraestrutura                             | Valter Casimiro Silveira                 | Sem Partido  | [ 19 ] [ 20 ] |
| Secretaria de Estado de Família e Juventude                                | Rodrigo Germano Delmasso Martins         | Republicanos | [ 21 ]        |
| Secretaria de Estado de Projetos Especiais                                 | Jorge Azevedo                            | Sem Partido  | [ 22 ]        |
| Secretaria de Estado de Relações Institucionais                            | Agaciel da Silva Maia                    | PL           | [ 23 ]        |
| Secretaria de Estado de Saúde                                              | Lucilene Maria Florêncio de Queiroz      | Sem Partido  | [ 2 ]         |
| Secretaria de Estado de Assuntos Internacionais                            | Paco Britto                              | Avante       | [ 24 ]        |
| Secretaria de Estado da Pessoa Com Deficiência                             | Flávio Pereira dos Santos                | Sem Partido  | [ 25 ]        |
| Secretaria de Estado de Administração Penitenciária                        | Wenderson Souza e Teles                  | Sem Partido  | [ 26 ]        |
| Secretaria de Estado da Proteção da Ordem Urbanística - DF Legal           | Cristiano Mangueira de Sousa             | Sem Partido  | [ 27 ]        |
| Secretaria de Estado de Governo                                            | José Humberto Pires de Araújo            | Sem Partido  | [ 28 ]        |
| Secretaria de Estado de Turismo                                            | Cristiano Nogueira Araújo                | MDB          | [ 29 ]        |
| Secretaria de Estado de Transporte e Mobilidade                            | Zeno José Andrade Gonçalves              | Sem Partido  | [ 30 ]        |
| Secretaria de Estado de Desenvolvimento Econômico, Trabalho e Renda        | Thales Mendes Ferreira                   | Sem Partido  | [ 31 ]        |
| Secretaria de Estado de Segurança Pública do Distrito Federal              | Sandro Avelar                            | Sem Partido  | [ 32 ]        |

## Administração Indireta
| Autarquias                                                                 | Cargo Máximo            | Titular                                | Partido   | Ref           |
| -------------------------------------------------------------------------- | ----------------------- | -------------------------------------- | --------- | ------------- |
| Arquivo Público do Distrito Federal (ARPDF)                                | Superintendente         | Adalberto Scigliano                    | S.Partido | [ 33 ] [ 5 ]  |
| Agência Reguladora de Águas e Saneamento do Distrito Federal (ADASA)       | Diretor-Presidente      | Raimundo da Silva Ribeiro Neto         | MDB       | [ 5 ]         |
| Departamento de Estradas e Rodagem do Distrito Federal (DER)               | Presidente              | Fauzi Nacfur Junior                    | S.Partido | [ 34 ]        |
| Departamento de Trânsito do Distrito Federal (DETRAN-DF)                   | Diretor Geral           | Takane Kiyotsuka do Nascimento         | S.Partido | [ 35 ]        |
| Instituto de Assistência à Saúde dos Servidores do Distrito Federal (INAS) | Diretora-Presidente     | Ana Paula Cardoso da Silva             | S.Partido | [ 36 ] [ 37 ] |
| Instituto de Defesa do Consumidor do Distrito Federal (PROCON)             | Diretor                 | Marcelo de Souza do Nascimento         | S.Partido |               |
| Instituto de Previdência dos Servidores do Distrito Federal (IPREV)        | Diretora-Presidente     | Raquel Galvão Rodrigues da Silva       | S.Partido | [ 38 ]        |
| Instituto Brasília Ambiental (IBRAM)                                       | Presidente              | Rôney Tanios Nemer                     | PP        | [ 39 ]        |
| Serviço de Limpeza Urbana do Distrito Federal (SLU)                        | Diretor-Presidente      | Luiz Felipe Cardoso de Carvalho        | S.Partido | [ 40 ]        |
| Serviço de Limpeza Urbana do Distrito Federal (SLU)                        | Diretor Adjunto         | Cleilson Gadelha Queiroz               | S.Partido |               |
| Centrais de Abastecimento do Distrito Federal (CEASA-DF)                   | Presidente              | Bruno Sena Rodrigues                   | S.Partido | [ 41 ]        |
| Companhia de Desenvolvimento Habitacional (CODHAB)                         | Diretor-Presidente      | Marcelo Fagundes Gomide                | S.Partido | [ 42 ]        |
| Companhia Imobiliária de Brasília (TERRACAP)                               | Presidente              | Izidio Santos Junior                   | S.Partido | [ 43 ]        |
| Instituto de Pesquisa e Estatística do Distrito Federal (IPEDF)            | Diretor-Presidente      | Manoel Clementino Barros Neto          | S.Partido | [ 44 ]        |
| Companhia de Saneamento Ambiental do Distrito Federal (CAESB)              | Presidente              | Luís Antônio Almeida Reis              | S.Partido | [ 45 ]        |
| Companhia Urbanizadora da Nova Capital do Brasil (NOVACAP)                 | Diretor-Presidente      | Fernando Rodrigues Ferreira Leite      | S.Partido | [ 46 ]        |
| Empresa de Assistência Técnica e Extensão Rural (EMATER)                   | Presidente              | Cleison Medas Duval                    | S.Partido | [ 47 ]        |
| Companhia do Metropolitano do Distrito Federal (Metrô-DF)                  | Presidente              | Handerson Cabral                       | S.Partido | [ 48 ]        |
| Sociedade de Transportes Coletivos de Brasília (TCB)                       | Diretor-Presidente      | Chancerley de Melo Santana             | S.Partido | [ 49 ]        |
| Banco de Brasília (BRB)                                                    | Presidente              | Paulo Henrique Bezerra Rodrigues Costa | S.Partido | [ 50 ]        |
| Companhia Energética de Brasília (CEB)                                     | Diretor-Presidente      | Edison Antônio Costa Britto Garcia     | S.Partido | [ 51 ]        |
| Fundação de Amparo ao Trabalhador Preso do Distrito Federal (FUNAP)        | Diretora Executiva      | Deuselita Pereira Martins              | S.Partido | [ 52 ]        |
| Fundação de Apoio à Pesquisa do Distrito Federal (FAPdf)                   | Diretor-Presidente      | Marco Antônio Costa Júnior             | S.Partido | [ 5 ]         |
| Fundação de Ensino e Pesquisa em Ciências da Saúde (Fepecs)                | Diretora Executiva      | Inocência Rocha da Cunha Fernandes     | S.Partido | [ 5 ]         |
| Fundação Hemocentro de Brasília                                            | Diretor-Presidente      | Osnei Okumoto                          | S.Partido | [ 5 ]         |
| Fundação Jardim Zoológico de Brasília                                      | Diretor-Presidente      | Wallison Couto de Oliveira             | S.Partido | [ 53 ]        |
| Fundação Jardim Zoológico de Brasília                                      | Diretor Adjunto         | Célio Alves de Freitas                 | S.Partido | [ 53 ]        |
| Fundação Jardim Botânico                                                   | Diretor-Presidente      | Allan Freire Barbosa da Silva          | UNIÃO     | [ 54 ]        |
| Universidade do Distrito Federal (UnDF)                                    | Reitora                 | Simone Benck                           | S.Partido | [ 55 ]        |
| Escola de Governo (Egov)                                                   | Diretora Executiva      | Juliana Neves Braga Tolentino          | S.Partido |               |
| Escola de Governo (Egov)                                                   | Vice-Diretora Executiva | Raquel Aben-Athar de Sousa             | S.Partido | [ 56 ]        |
| Junta Comercial, Industrial e Serviços do Distrito Federal (JUCIS-DF)      | Presidente              | Raquel Otília de Carvalho              | S.Partido | [ 57 ]        |
| Junta Comercial, Industrial e Serviços do Distrito Federal (JUCIS-DF)      | Vice-presidente         | José Fernando Ferreira                 | S.Partido | [ 58 ]        |

## Administração Regional
No Distrito Federal, o cargo de administrador regional das Regiões administrativas, conhecidas como cidades satélites equivale o cargo de prefeito, nos demais municípios brasileiros. Não há eleição direta para o cargo de administrador, os titulares são nomeados pelo governador do Distrito Federal.
| Cidade Satélite         | RA | Administrador (a)                     | Partido      |
| ----------------------- | -- | ------------------------------------- | ------------ |
| Águas Claras            | 20 | Mário Henrique Furtado Rocha de Sousa | Sem Partido  |
| Brazlândia              | 4  | Marcelo Gonçalves da Cunha            | Sem Partido  |
| Candangolândia          | 19 | Pablo de Sousa Valente Lima           | Sem Partido  |
| Ceilândia               | 9  | Dilson Resende de Almeida             | Sem Partido  |
| Cruzeiro                | 11 | Gustavo de Almeida Aires              | Sem Partido  |
| Fercal                  | 31 | Fernando Gustavo Lima da Silva        | Sem Partido  |
| Gama                    | 2  | Joseane Araújo                        | Sem Partido  |
| Guará                   | 10 | Artur Nogueira                        | Sem Partido  |
| Itapoã                  | 28 | Raimundo Risonaldo Paz                | Sem Partido  |
| Jardim Botânico         | 27 | Aderivaldo Martins Cardoso            | Sem Partido  |
| Lago Norte              | 18 | Marcelo Ferreira da Silva             | Sem Partido  |
| Lago Sul                | 16 | Rubens Santoro Neto                   | Sem Partido  |
| Núcleo Bandeirante      | 8  | Cláudio Márcio de Oliveira            | Sem Partido  |
| Paranoá                 | 7  | Wellington Cardoso de Santana         | Sem Partido  |
| Park Way                | 24 | Deusdete Soares Benevides             | Sem Partido  |
| Planaltina              | 6  | Wesley Fonseca Fraga                  | Sem Partido  |
| Plano Piloto            | 1  | Ilka Teodoro                          | Sem Partido  |
| Recanto das Emas        | 15 | Carlos Dalvan Soares de Oliveira      | Sem Partido  |
| Riacho Fundo I          | 17 | Fernando Siqueira Guimarães           | Sem Partido  |
| Riacho Fundo II         | 21 | Ana Maria da Silva                    | Sem Partido  |
| Samambaia               | 12 | Marcos Leite de Araújo                | Sem Partido  |
| Santa Maria             | 13 | Marileide Alves da Silva Romão        | Sem Partido  |
| São Sebastião           | 14 | Roberto Medeiros Santos               | Sem Partido  |
| SCIA/Estrutural         | 25 | Alceu Prestes de Mattos               | Sem Partido  |
| SIA                     | 29 | Bruno Oliveira                        | Sem Partido  |
| Sobradinho              | 5  | Gutemberg Tosatte Gomes               | Sem Partido  |
| Sobradinho II           | 26 | Diego Rodrigues Rafael Matos          | Sem Partido  |
| Sudoeste/Octogonal      | 22 | Alcidino Vieira Júnior                | Sem Partido  |
| Taguatinga              | 3  | Renato Andrade dos Santos             | PL           |
| Varjão                  | 23 | Prof.Daniel Crepaldi                  | Republicanos |
| Vicente Pires           | 30 | Gilvando Galdino Fernandes            | Sem Partido  |
| Arniqueira              | 33 | Telma Rufino                          | MDB          |
| Sol Nascente/Pôr do sol | 32 | Cláudio Ferreira Domingues            | Sem Partido  |
| Arapoanga               | 35 | Sérgio Araújo                         | Sem Partido  |
| Água Quente             | 34 | Lucia Gomes da Silva                  | Sem Partido  |

## Órgãos Especializados
| Órgão                                   | Secretário (a)                       | Notas            | Ref    |
| --------------------------------------- | ------------------------------------ | ---------------- | ------ |
| Controladoria-Geral do Distrito Federal | Daniel Alves Lima                    |                  | [ 70 ] |
| Procuradoria Geral do Distrito Federal  | Ludmila Lavocat Galvão               |                  | [ 71 ] |
| Polícia Civil do Distrito Federal       | José Werick de Carvalho              | Delegado Geral   | [ 72 ] |
| Polícia Militar do Distrito Federal     | Coronel Ana Paula Barros Habka       | Comandante Geral | [ 73 ] |
| Corpo de Bombeiros do Distrito Federal  | Coronel Sandro Gomes Santos da Silva | Comandante       | [ 74 ] |

## Ligações Externas
- «Governo do Distrito Federal»

- Governo no Facebook
- Governo no X
- «Câmara Legislativa do Distrito Federal»
- «Tribunal de Justiça do Distrito Federal e dos Territórios»